# Верзілін Микола Михайлович
Мико́ла Миха́йлович Верзі́лін (рос. Николай Михайлович Верзилин; 8 (21) січня 1903 — 2 червня 1984) — ботанік, доктор педагогічних наук, професор, член-кореспондент Академії педагогічних наук СРСР

## Біографія
Микола Верзілін народився в 1903 р. в селі Сафроновка Курської області. У шістнадцять років, почав викладати у початкових класах сільської школи. В 1928 р. він закінчує Ленінградський сільськогосподарський інститут і продовжує працювати в школі, а також викладати в Педагогічному інституті та Інституті удосконалення вчителів. В 1929 році береться за перо і в одній із перших своїх статей пише про те, «Як зробити цікавим викладання природознавства».
У школі молодий учитель створює невеликі дослідні лабораторії, пришкільні ділянки рослин, куточки живої природи і випускає книги, які знайомлять з його досвідом викладання біології («Агробіологічна ділянка середньої школи», «Досвід з рослинами в живому куточку», «Позакласна робота з ботаніки», «Методика роботи з учнями на шкільній ділянці», «Як зробити гербарій»), а для школярів 5-6-х класів пише підручник ботаніки, несхожий на всі попередні видання: матеріал в ньому викладає в тісному зв'язку з сільським господарством.
Через 15 років Верзілін бере участь у створенні нового підручника з загальної біології для учнів старших класів, а результати багаторічних досліджень і практичного викладання узагальнює в підручниках «Основи методики викладання ботаніки» і «Загальна методика викладання біології» (у співавторстві з біологом В. Корсунською).
У середині сімдесятих років М. Верзилін зі своїми синами видає книгу «Біосфера, її сьогодення, минуле і майбутнє».
Діяльність Верзіліна в народній і в педагогічній науці була відзначена орденом «Знак пошани», медалями імені К.Ушинського, А. Макаренко та іншими урядовими нагородами. У 1955 р. його обирають членом-кореспондентом Академії педагогічних наук СРСР, в 1967 р. — затверджують професором-консультантом Ленінградського педагогічного інституту ім. О. Герцена.
Микола Верзілін — талановитий письменник-популяризатор ботанічних знань. Його перша робота «Лікарня в лісі» (1943) — з'явилася в роки Другої світової війни і призначалася на допомогу юним збирачам лікарських трав та їстівних дикорослих рослин. Ця книга пізніше увійшла до книги «Слідами Робінзона» (1946). До книги «Слідами Робінзона» увійшли більше сотні нарисів про дикорослі рослин флори Росії. Через три роки вийшла нова книга М. Верзіліна «Подорож з домашніми рослинами» (1949), що розповідає про походження, особливості, практичне використання рослин, що зустрічаються в садах і городах, вирощуються на балконах і підвіконнях. Всі ці рослини — прибульці з далеких пустель і тропічних джунглів, саван і вологих субтропіків.
Наступною книгою була «Рослини в житті людини» (1952).
Перед написанням чергової книги «Садами і парками світу» (рос. «По садам и паркам мира») (1961), Верзилін побував в Італії, Норвегії, Фінляндії, Франції, Чехії, Японії, де ознайомився з місцевими парками і садами, дендраріями та оранжереями, а також відвідав шедеври садово-паркової архітектури в Росії.
Наступною вийшла чисто географічна книга «Порошинки далеких країн» (1969) — оповідання про поїздки в Норвегію, Італію, Францію, Японію. Книга ілюстрована авторськими фотографіями.
Складнішим проблемам науки про рослини присвячені три книги, написані М. Верзіліним у співавторстві з В. Корсунською «В саду Мичурина», «Ліс і життя» (1966), «В. І. Вернадський» (1982).
В усіх популярних роботах Верзіліна переплітаються історія і географія, мистецтво і поезія; рядки поета Всеволода Рождественського та малюнки художника Юрія Смольникова як би «вкраплені» в тексти дитячих книжок М. Верзілін «Стежка в ліс» (1956) і «Квіти з саду» (1962).
Своєрідним спогадом про витоки і мотиви багаторічної діяльності як педагога, вихователя і біолога стала остання книга Миколи Михайловича «Учитель ботаніки, або Розмова з рослинами» (1984).
Книги М. Верзіліна багато разів видавалися в Росії. Так, «По садам і паркам світу» виходили двічі; «Подорож з домашніми рослинами» — чотири рази (останнє видання вийшло з зміненою назвою — «Райський сад на підвіконні»). Книга «Слідами Робінзона» перевидавалася сім разів. Випускалися його книги і у Болгарії, Бразилії, Грузії, Китаї, Латвії, Литві, Молдавії, Польщі, Румунії, Україні, Чехії, Естонії, Югославії, Японії.

## Деякі твори автора
| №   | Автор (и)                        | Назва                                                         | Рік  | Тип |
| --- | -------------------------------- | ------------------------------------------------------------- | ---- | --- |
| 1.  | Верзилин Н. Н.                   | По следам Робинзона.                                          | 1946 | Науково-популярна монографія                                                                              |
| 2.  | Верзилин Н. Н.                   | Путешествие с домашними растениями.                           | 1949 | Науково-популярна монографія                                                                              |
| 3.  | Верзилин Н. Н.                   | Растения в жизни человека.                                    | 1952 | Науково-популярна монографія                                                                              |
| 4.  | Верзилин Н. Н.                   | Тропинка в лес.                                               | 1956 | Науково-популярна монографія                                                                              |
| 5.  | Верзилин Н. Н.                   | Сады и парки мира.                                            | 1961 | Науково-популярна монографія                                                                              |
| 6.  | Верзилин Н. Н.                   | Цветы из сада.                                                | 1962 | Збірник науково-популярних статей                                                                         |
| 7.  | Верзилин Н. Н. Корсунская В. М.  | Лес и жизнь.                                                  | 1966 | Науково-популярна стаття                                                                                  |
| 8.  | Верзилин Н. Н.                   | Пылинки далеких стран.                                        | 1969 | Науково-популярна монографія                                                                              |
| 9.  | Верзилин Н. Н., Корсунская В. М. | В. И. Вернадский.                                             | 1975 | Біографія                                                                                                 |
| 10. | Верзилин Н. Н.                   | Биосфера, её настоящее, прошлое и будущее.                    | 1976 | |
| 11. | Верзилин Н. Н.                   | Методы палеографических исследований. Л.: Недра, 1979. 247 с. | 1979 | Книжка розрахована на широке коло геологів, студентів геологорозвідувальних і географічних спеціальностей |
| 12. | Верзилин Н. Н.                   | Учитель ботаники, или Разговор с растениями.                  | 1984 | |